# 学園封鎖
『学園×封鎖』（がくえんふうさ）は、原作八頭道尾・作画Nykkenによる日本の漫画作品。

## あらすじ
ある研究所を襲った謎の武装集団が市立海新学園に雪崩れ込み学園を占拠した。学園の周囲を自衛隊によって封鎖されるが、集団が研究所から持ち出した死人を生き返らせて怪我まで治る謎のウイルスの存在で攻めあぐねている。そんな中、武装集団リーダーの鬼灯は支配下の教師や生徒を生死を賭けたゲームを始めるが、生徒達は武器を集めて反撃を画策する。

## 登場人物

### 生徒
野原 草太（のばら そうた）
主人公。ウイルスに感染し謎の渇きに悩まされる。
大智 大地（だいち だいち）
草太の親友。冒頭に流れ弾にあたって死亡。
武安 淳次（たけやす じゅんじ）
テロリストの1人を倒してテロリスト集団に潜入する。
赤澤 有希（あかざわ ゆき）
武安の幼馴染で片思い中。
野口 章正（のぐち あきまさ）
所謂オタク。変な癖が有る。
ボビー
留学生。軍人の祖父を持ち、武器に詳しい。
近田 敏樹（ちかだ としき）
不良。学園の壁を越えて逃げようとしたところを射殺される。

### テロリスト
鬼灯（ほおずき）
冷徹な集団の女性リーダー。ミステリアスな髪の長いソバージュの女性。自身と似た白菊という名の人形を携えている。
マスク
集団のサブリーダー。名の通り大きなアイマスクを付けている。
金石（かねいし）
集団の幹部。長髪の某弱無人な右目にアイパッチを付けた大男。
ケイ
幹部の1人。お姉系。

### 教師
佐倉 奈々央（さくら なな）
女性教師。幼く覽られる容姿。男性恐怖症。その可愛いさ故に風間とテロリストに目をつけられレイプされる。
風間祐一（かざま ゆういち）
佐倉のことが好きで襲おうとしたが生徒の葵に殴られる。しかしそれでも懲りず、テロリストに肩入れしレイプした。

## 書誌情報
- 八頭道尾（原作）・Nykken（作画） 『学園×封鎖』 双葉社〈アクションコミックス〉、全10巻
  1. 2014年10月22日発売 ISBN 978-4-575-84511-2
  2. 2015年2月27日発売 ISBN 978-4-575-84583-9
  3. 2015年6月27日発売 ISBN 978-4-575-84639-3
  4. 2015年9月28日発売 ISBN 978-4-575-84695-9
  5. 2016年2月23日発売 ISBN 978-4-575-84749-9
  6. 2016年6月28日発売 ISBN 978-4-575-84821-2
  7. 2016年11月28日発売 ISBN 978-4-575-84890-8
  8. 2017年4月20日発売 ISBN 978-4-575-84958-5
  9. 2017年10月20日発売 ISBN 978-4-575-85049-9
  10. 2018年2月20日発売 ISBN 978-4-575-85109-0